# Prostitución en Malaui
La prostitución en Malaui es legal y prevalece en torno a hoteles y bares en zonas urbanas y turísticas. No obstante, el beneficio de dicha actividad, vivir de las ganancias de la prostitución, es ilegal. En 2015, se estimó que había 20 000 trabajadoras sexuales en el país. La trata de personas, el VIH y la prostitución infantil son problemas en el país.

## Situación actual
Aunque hay prostitución callejera, debido al acoso policial, su alcance es limitado. La mayor parte de la prostitución se da en bares y hoteles. Las "chicas de bar" son contratadas por los propietarios con salarios muy bajo y lo que ganan es a merced de la actividad sexual. Aunque dichas prostitutas son contratadas, hay algunas chicas autónomas que intentan atraer a los clientes yendo de bar en bar. Las normas de higiene en la manipulación de alimentos exigen que todo el personal empleado en los bares se someta a controles sanitarios mensuales, pero esto no siempre se cumple. Las normas de higiene en la manipulación de alimentos exigen que todo el personal empleado en los bares se someta a controles sanitarios mensuales, pero esto no siempre se cumple. A menudo, las chicas de los bares proceden de zonas rurales y se trasladan a las ciudades en busca de un empleo lucrativo.
Las trabajadoras del sexo y las ONG denuncian acoso y abusos por parte de la policía, como violencia, robos y relaciones sexuales forzadas. También informan de que la policía no toma medidas si las trabajadoras del sexo les denuncian abusos o violencia por parte de los clientes. La prostitución también se da en torno a los centros madereros de Luwawa, Nthungwa, Raiply y Kalungulu. Las prostitutas trabajan en pequeñas chozas alrededor de las aldeas de los bosques.
En años anteriores, muchas mujeres de Malawi iban a trabajar como prostitutas a las minas de cobre de Zambia. La carretera que conduce a Zambia llegó a conocerse como mtengamahule (transportador de prostitutas). Posteriormente se cerró la frontera a las "mujeres solteras".

## Situación legal
El artículo 146 del Código Penal de Malaui prohíbe vivir de las ganancias de la prostitución. Esto ha sido interpretado por los tribunales para incluir los propios ingresos de una trabajadora sexual, haciendo que la prostitución sea ilegal. Su artículo 184(c) tipifica como delito a: "Toda persona que se encuentre en o cerca de un local o en una carretera o autopista o en cualquier lugar adyacente a la misma o en cualquier lugar público en un momento y en unas circunstancias tales que lleven a la conclusión de que dicha persona se encuentra allí con un propósito ilegal o desordenado, será considerada un pícaro y un vagabundo". Esta legislación se utilizó para perseguir a las trabajadoras del sexo.
Un grupo de 14 trabajadoras del sexo fueron detenidas en 2009 en la ciudad meridional de Mwanza. Las llevaron a un hospital y las obligaron a hacerse la prueba del VIH. Los resultados de las pruebas se leyeron posteriormente en un tribunal abierto. Posteriormente, las trabajadoras sexuales demandaron al gobierno de Malaui por "daños y perjuicios como compensación por la violación de sus derechos constitucionales y por el trauma sufrido como consecuencia de las acciones de la policía y de un hospital". La jueza del Tribunal Superior, Dorothy Kamanga, dictaminó que las trabajadoras sexuales debían ser indemnizadas, y que las acciones de la policía y del personal sanitario fueron "irracionales, injustas, injustas e irrazonables".
En septiembre de 2016, el Tribunal Superior de Zomba dictaminó que el artículo 146 del Código Penal estaba destinado a proteger a las trabajadoras sexuales contra la explotación, no a criminalizarlas. El tribunal anuló la condena de las 19 trabajadoras sexuales que habían recurrido la condena dictada por un tribunal de magistrados.
En enero de 2017, tres jueces del Tribunal Superior de Malaui declararon inconstitucional e inválido el artículo 184(1)(c) del Código Penal.

## Salud sexual
El VIH y la sífilis son problemas en el país. Los profesionales del sexo y sus clientes son grupos de alto riesgo, sobre todo porque el uso del preservativo no es sistemático, aunque hay 11 programas de prevención diferentes que distribuyen preservativos por todo el país.
La prevalencia del VIH ha disminuido entre los profesionales del sexo: se pasó de un 29,5 % en 2005, 13,1 % en 2011 y 11,7 % en 2015; una rebaja en una década de algo más de la mitad. Sin embargo, las tasas de prevalencia varían en todo el país; aunque la media entre los profesionales del sexo fue del 13,1 % en 2011, osciló entre el 19,5 % en Lomé y el 7,8 % en las regiones de Savanes y Kara.
Un estudio realizado en 2008 señaló que hasta el 60 % de los camioneros de Togo que mantenían relaciones sexuales con profesionales del sexo no utilizaban preservativo durante el acto sexual. Además, alrededor del 50 % de los camioneros entrevistados declararon que no se habían sometido a la prueba del VIH, una estadística preocupante si se tiene en cuenta la prevalencia de las enfermedades de transmisión sexual en Togo.
Un estudio realizado en 2011 reveló que el 2,2 % de los profesionales del sexo estaban infectados por sífilis, y el 2,3 % de los clientes. Esto también variaba según la región, siendo las de Lomé las que tenían la mayor tasa de infección, con un 3,1 %.
Los hombres, mujeres y parejas homosexuales no reciben el mismo acceso a la posibilidad de ser diagnosticados y tratados por un posible caso de VIH/sida que las parejas heterosexuales.

## VIH
Al igual que otros países del África subsahariana, el VIH es un grave problema en Malaui. En 2016, la tasa de prevalencia en adultos era del 9,2 %. Las profesionales del sexo constituyen un grupo de alto riesgo, con una tasa de prevalencia del 24,9 % en 2016. La reticencia de los clientes a utilizar preservativos y la falta de acceso a los servicios sanitarios para quienes ejercen la prostitución son causas que contribuyen a ello. Los clientes pueden ofrecer hasta cuatro veces más de lo habitual por mantener relaciones sexuales sin preservativo. Los preservativos también escasean en algunas zonas del país.

## Tráfico sexual
Malaui es país de origen de mujeres y niños víctimas del tráfico sexual. En menor medida, es también destino final para hombres, mujeres y niños de Zambia, Mozambique, la región de los Grandes Lagos y el Cuerno de África que son objeto de tráfico sexual, y es zona de tránsito para personas que son posteriormente explotadas en Sudáfrica. Los traficantes, principalmente facilitadores o propietarios de burdeles, suelen atraer a los niños de sus familias en las zonas rurales con el pretexto de ofrecerles oportunidades de empleo, ropa o alojamiento por los que a veces les cobran tarifas exorbitantes, lo que da lugar a una prostitución coaccionada por las deudas. 
Los traficantes someten a las jóvenes a explotación sexual en clubes nocturnos o bares. Se han identificado víctimas del tráfico sexual en Mozambique, Sudáfrica, Zambia y Tanzania. Algunas jóvenes son drogadas, violadas en grupo y explotadas en el comercio sexual. Algunas niñas reclutadas para el servicio doméstico son obligadas a casarse y posteriormente sometidas al tráfico sexual infantil por sus "maridos". Las agencias de empleo fraudulentas atraen a mujeres y niñas a los Estados del Golfo, donde son explotadas en el tráfico sexual.
La Oficina de Vigilancia y Lucha contra la Trata de Personas del Departamento de Estado de los Estados Unidos clasificó en 2023 a Malaui como país de "nivel 2".